# Лучший игрок года CHL

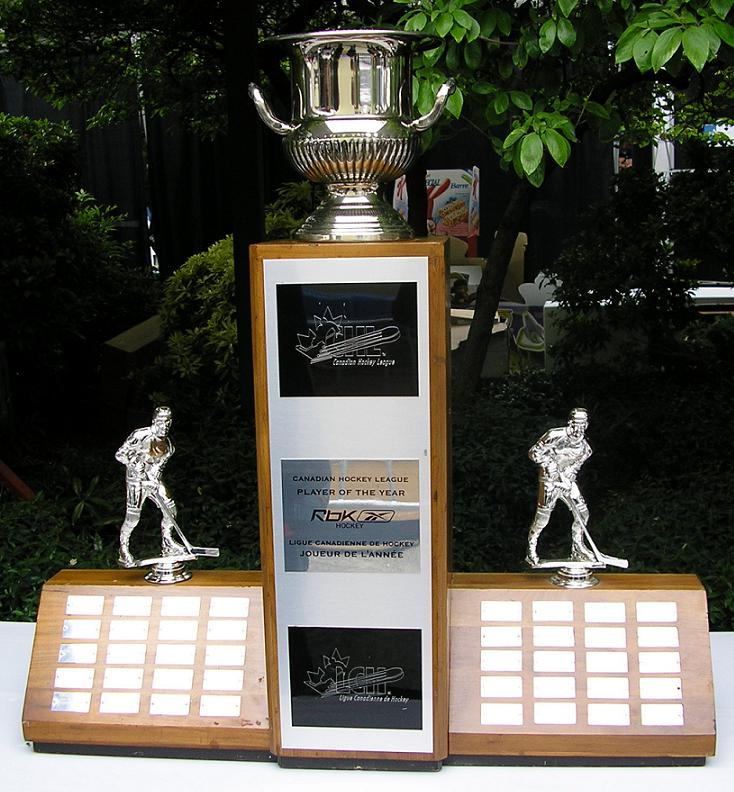
CHL Player of the Year

Лучший игрок года Канадской хоккейной лиги (англ. CHL Player of the Year) — приз, ежегодно вручаемый лучшему хоккеисту года в CHL.
Обладатель трофея выбирается из игроков получивших подобные титулы в своих лигах: «Ред Тилсон Трофи» в OHL, «Мишель Бриер Мемориал Трофи» в QMJHL и «Фоур Бронкос Мемориал Трофи» в WHL.

## Победители
- 2023–24  Джаггер Фиркус, Мус-Джо Уорриорз (WHL)
- 2022–23  Коннор Бедард, Реджайна Пэтс (WHL)
- 2021–22  Логан Стэнковен, Камлупс Блэйзерс (WHL)
- 2020–21 Не вручался
- 2019–20  Алекси Лафренье, Римуски Осеаник (QMJHL)
- 2018–19  Алекси Лафренье, Римуски Осеаник (QMJHL)
- 2017–18  Алекс Барре-Буле, Бленвиль-Буабриан Армада (QMJHL)
- 2016–17  Алекс Дебринкэт, Эри Оттерз (OHL)
- 2015–16  Митчелл Марнер, Лондон Найтс (OHL)
- 2014–15  Коннор Макдэвид, Эри Оттерз (OHL)
- 2013–14  Энтони Манта, Валь-д’Ор Форёрс (QMJHL)
- 2012–13  Джонатан Друэн, Галифакс Мусхэдс (QMJHL)
- 2011–12  Брендан Шиннимин, Трай-Сити Американс (WHL)
- 2010–11  Райан Эллис, Уинсор Спитфайрз (OHL)
- 2009–10  Джордан Эберле, Реджайна Пэтс (WHL)
- 2008–09  Коди Ходжсон, Брэмптон Баттальон (OHL)
- 2007–08  Джастин Азеведо, Китченер Рейнджерс (OHL)
- 2006–07  Джон Таварес, Ошава Дженералз (OHL)
- 2005–06  Александр Радулов, Квебек Ремпартс (QMJHL)
- 2004–05  Сидни Кросби, Римуски Осеаник (QMJHL)
- 2003–04  Сидни Кросби, Римуски Осеаник (QMJHL)
- 2002–03  Кори Лок, Оттава Сиксти Севенс (OHL)
- 2001–02  Пьер-Марк Бушар, Шикутими Сагенинс (QMJHL)
- 2000–01  Симон Гамаш, Валь-д’Ор Форёрс (QMJHL)
- 1999–00  Брэд Ричардс, Римуски Осеаник (QMJHL)
- 1998–99  Брайан Кэмпбелл, Оттава Сиксти Севенс (OHL)
- 1997–98  Сергей Варламов, Свифт-Каррент Бронкос (WHL)
- 1996–97  Элин МакКоли, Оттава Сиксти Севенс (OHL)
- 1995–96  Кристиан Дюбе, Шербрук Кэсторс (QMJHL)
- 1994–95  Дэвид Линг, Кингстон Фронтенакс (OHL)
- 1993–94  Джейсон Эллисон, Лондон Найтс (OHL)
- 1992–93  Пэт Пик, Детройт Джуниор Ред Уингз (OHL)
- 1991–92  Шарль Пулен, Сен-Иасент Лэйзер (QMJHL)
- 1990–91  Эрик Линдрос, Ошава Дженералз (OHL)
- 1989–90  Майк Риччи, Питерборо Питс (OHL)
- 1988–89  Брайан Фогэрти, Ниагара-Фолс Тандер (OHL)
- 1987–88  Джо Сакик, Свифт-Каррент Бронкос (WHL)
- 1986–87  Роб Браун, Камлупс Блэйзерс (WHL)
- 1985–86  Люк Робитайл, Халл Олимпикс (QMJHL)
- 1984–85  Дэн Ходжсон, Принс-Альберт Рейдерз (WHL)
- 1983–84  Марио Лемьё, Лаваль Войзинз (QMJHL)
- 1982–83  Пэт Лафонтейн, Вердун Джуниорс (QMJHL)
- 1981–82  Дэйв Симпсон, Лондон Найтс (OHL)
- 1980–81  Дэйл Хаверчук, Корнуэлл Ройялс (QMJHL)
- 1979–80  Дуг Уикенхайзер, Реджайна Пэтс (WHL)
- 1978–79  Пьер Лакруа, Труа-Ривьер Древью (QMJHL)
- 1977–78  Бобби Смит, Оттава Сиксти Севенс (OHL)
- 1976–77  Дэйл МакКурт, Сент-Катаринс Финкапс (OHL)
- 1975–76  Питер Ли, Оттава Сиксти Севенс (OHL)
- 1974–75  Эд Станиовски, Реджайна Пэтс (WHL)